# 朴東均
朴 東均（パク・トンギュン、박동균）は、大韓民国の軍人、軍医。本貫は咸陽朴氏。創氏改名による日本名は松本崇。
満洲国軍の軍医出身で、韓国軍における医務科の創設に貢献した。

## 経歴
1919年、咸鏡北道慶源に生まれる。1938年、鏡城高等普通学校卒業。
1938年4月、中央陸軍訓練処に第7期生として入学。1939年3月、哈爾濱の陸軍軍医学校に入学し、1943年に卒業。以後、満州国軍軍医官として服務。
1946年1月28日付で軍事英語学校卒業（軍番10032番）。正尉（大尉）に任官され、南朝鮮国防警備隊第1連隊医務部部長として勤務を開始する。
1947年12月28日、南朝鮮国防警備隊総司令部医務処長（～1949年8月18日）。また、海岸警備隊総司令部医務参謀も兼任した。
1948年8月、韓国陸軍の正式設立に伴い陸軍医務監（軍医総監に相当）に就任。当時の階級は大領。また、軍医育成のため1949年、陸軍軍医学校校長（初代）。在職中、陸軍歩兵学校と参謀学校一期生として高級将校教育を受けたのち、大阪の在日米軍第4師団に三ヶ月視察。
朝鮮戦争勃発後、軍医学校を閉鎖して野戦医務団を設立。その後、釜山に軍医学校を再建し、慶南地区衛戍司令官を兼任。
1952年、軍事援護処長。
1953年5月16日、任少将、首都陸軍病院院長。
同年9月23日、ソウル衛戍司令官。
1954年4月、馬山に陸軍医務教育基地司令部を設置し、司令官兼軍医学校校長 。
以降は医務から離れ、1955年、第2軍管区司令官。
1956年、国防部兵務局長。
1961年9月24日、予備役編入。
大韓塩業株式会社社長、東亜用役株式会社社長、韓国建設資材協会会長を歴任。
1972年、統一主体国民会議代議員（初代）。
2008年4月29日に民族問題研究所と親日人名辞典編纂委員会が発表した親日人名辞典収録対象者軍部門に記載。

## 勲章
- 乙支武功勲章
- 忠武武功勲章